# Villa Unión (Sinaloa)
Villa Unión es la segunda población más importante del municipio de Mazatlán, Sinaloa, México, después de la ciudad de Mazatlán, y la principal sindicatura de este municipio. Se localiza veinte kilómetros al sur de dicha ciudad a la orilla del río Presidio. 

## Historia
Presidio de Mazatlán  era el nombre original de esta población del sur de Sinaloa. En el mapa de América Septentrional del duque de Orleans, impreso el año 1746, se muestra al original Mazatlán mas no como un puerto, sino como una población ubicada al margen del río del mismo nombre, es decir lo que hoy conocemos como Villa Unión.
El 11 de septiembre de 1828 el Estado de Occidente emitió un decreto en virtud del cual Presidio de Mazatlán fue denominada Villa de la Unión, y Chametla, Rosario, fue denominada como Villa de Diana.
Actualmente, está siendo tramitada una iniciativa en el Congreso del Estado de Sinaloa, la cual, propone la creación del Municipio de Villa Union.[cita requerida]

## Vías de comunicación
Villa Unión se encuentra sobre la Carretera Federal 15. De aquí parten las carreteras que van al estado y ciudad de Durango.  Se localiza a menos de diez kilómetros del Aeropuerto Internacional de Mazatlán (IATA:MZT).
Sindicatura municipal que provee a las poblaciones de El Roble, El Vainillo, La Tuna, San Francisquito (San Pancho).

## Personajes célebres
- Sixto Osuna, poeta y escritor.
- Ignacio Guzmán Betancourt, lingüista y escritor. Fue designado como miembro de la Academia Mexicana de la Lengua pero poco antes que tomara uso de su encargo fue sorprendido por la muerte a temprana edad.
- José Romero Alzate, maestro y poeta. El plantel número 39 del Colegio de Bachilleres del Estado de Sinaloa (COBAES) lleva su nombre.
- Marcelino Ruiz Camacho. Maestro universitario.
- Elizabeth Domínguez Cota (Matracabolsasdetrapo). Reconocida artesana local.
- Bernardo Sánchez Osuna, expresidente municipal de Mazatlán.
- José Luis "Chile" Gómez, miembro del salón de la fama del béisbol mexicano.
- César Guadalupe Bretado Sánchez, impulsor cultural. Fundador de la academia de danza "READY to DANCE".
- Reynaldo Gonzalez Meza, activista social. Fundador de la asociación civil "JUBS".